# قلعه زری
قلعه زری روستایی در دهستان قلعه زری بخش جلگه ماژان شهرستان خوسف استان خراسان جنوبی ایران است. بر پایه سرشماری عمومی نفوس و مسکن در سال ۱۳۹۰ جمعیت این روستا ۱٬۵۴۵ نفر (در ۴۰۳ خانوار) بوده است.